# 库尔赛 (阿列省)
库尔赛（法語：Courçais，法語發音：[kuʁsɛ]）是法国阿列省的一个市镇，位于该省西部，属于蒙吕松区。

## 地理
库尔赛（46°28'15"N, 2°26'8"E）面积26.51 平方千米，位于法国奥弗涅-罗讷-阿尔卑斯大区阿列省，该省份为法国中部省份，北起涅夫勒省、西北接谢尔省，西南至克勒兹省，南至多姆山省，东南临卢瓦尔省，东临索恩-卢瓦尔省。
与库尔赛接壤的市镇（或旧市镇、城区）包括：尚贝拉、拉沙普洛德、沙兹迈、圣代西雷、维普莱。

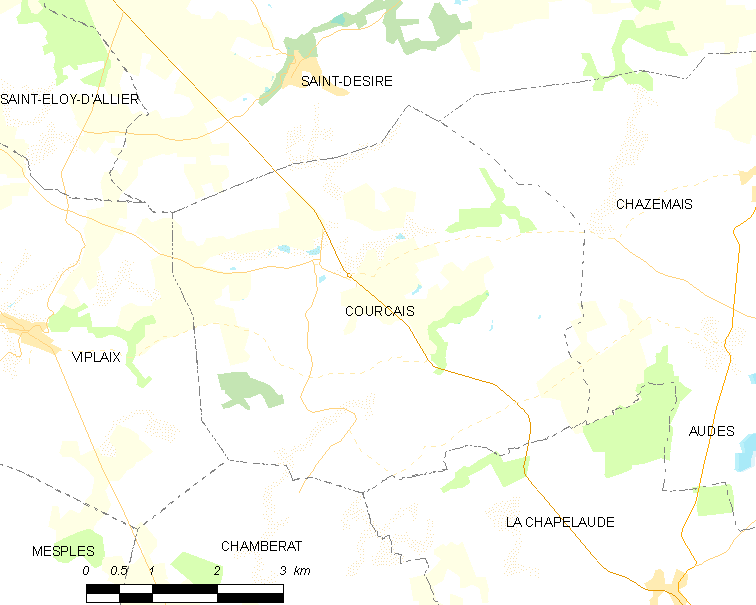
的OSM定位图

库尔赛的时区为UTC+01:00、UTC+02:00（夏令时）。

## 行政
库尔赛的邮政编码为03370，INSEE市镇编码为03088。

## 政治
库尔赛所属的省级选区为于列勒县。

## 人口

1962-2008年间人口变化图示

库尔赛于2022年1月1日时的人口数量为309人。